# Obniżenie Otmuchowskie
Obniżenie Otmuchowskie (332.16) – długa i wąska płaskodenna dolina położona równoleżnikowo na Przedgórzu Sudeckim, od południa sąsiaduje z Przedgórzem Paczkowskim, od południowego zachodu z Górami Bardzkimi, od północy Wzgórzami Strzelińskimi należącymi do Wzgórz Niemczańsko-Strzelińskich, a od wschodu z Doliną Nysy Kłodzkiej.
Przez całą długość Obniżenia Otmuchowskiego przepływa Nysa Kłodzka. Położone jest w południowo-zachodnim podregionie województwa opolskiego (na zachód od Nysy) oraz w województwie dolnośląskim (na południe i wschód od Ząbkowic Śląskich). Najważniejsze miejscowości to Otmuchów, Paczków, Kamieniec Ząbkowicki i Ząbkowice Śląskie.

## Opis
Tuż na wschód od Kamieńca Ząbkowickiego na terenie wsi Byczeń w dolinę Nysy Kłodzkiej od północy wcina się odnoga wzgórz Kamienieckich, tworząc rygiel skalny, zwany ryglem kamienieckim, przez który przebija się przełomem Nysa Kłodzka. Dolina rzeczna Nysy Kłodzkiej szeroka w większości Obniżenia Otmuchowskiego na 5 km, w wysokim na około 35 m ryglu skalnym zwęża się do 150 m.
Na wschód od rygla kamienieckiego Obniżenie Otmuchowskie wyznacza ciągnąca się równoleżnikowo aż po Nysę dolina rzeki Nysy Kłodzkiej. Dolina ta jest ograniczona od północy skalistymi wzgórzami, od południa dolina łagodnie podwyższa się przechodząc w Przedgórze Paczkowskie. Wschodnią granicę Obniżenia Otmuchowskiego wyznacza biegnąca tuż na wschód od Otmuchowa granica makroregionu Przedgórze Sudeckie. Dolina rzeczna z Obniżenia Otmuchowskiego przechodzi w położną na Nizinie Śląskiej Dolinę Nysy Kłodzkiej. 
Południowo-zachodnia granica Obniżenia Otmuchowskiego biegnie sudeckim uskokiem brzeżnym oddzielający Przedgórze Sudeckie od Sudetów. Po Nysa Kłodzka po minięciu przełomem Barda, przecina sudecki uskok brzeżny wpływając na Obniżenie Otmuchowskie, na zachód od miejsca wpływania Nysy Kłodzkiej w Obniżenie Otmuchowskie znajduje się niewielkie pasmo górskie o statusie mikroregionu Masyw Brzeźnicy (Masyw Grochowej). Obszar na zachód i północ od Masywu Brzeźnicy jest płaską doliną tworzącą mikroregion Obniżenie Stoszowic. Mikroregion na wschód od Obniżenia Stoszowic to Obniżenie Ząbkowickie.  
Najwyższym wzniesieniem Obniżenia Otmuchowskiego jest, położone Masywie Brzeźnicy, wzgórze Brzeźnica (492 m n.p.m.), najniższym poziom jeziora Nyskiego (200 m n.p.m.), przez które Nysa Kłodzka przepływa do Doliny Nysy Kłodzkiej.

## Zagospodarowanie
Na terenie obniżenia otmuchowskiego utworzono zbiorniki retencyjne, pierwszy Jezioro Otmuchowskie w 1933 roku, drugi, tylko w niewielkiej części leżący w Obniżeniu Otmuchowskim to Jezioro Nyskie w 1971, w latach 90. na zachód od Paczkowa - na obszarze wyrobisk żwirowych spiętrzono wody Nysy Kłodzkiej tworząc zbiorniki Topola i Kozielno zwane Zalewem Paczkowskim. Pod koniec lat 70. rozpoczęto budowę Zbiornika Kamieniec powyżej Kamieńca Ząbkowickiego, prace przerwano.

## Powstanie
Powstała jako zapadlisko tektoniczne wypełnione następnie osadami wodnymi pozostawionymi przez topniejący lodowiec oraz Nysę Kłodzką. Dawna pradolina Nysy Kłodzkiej. Naniesione osady są intensywnie eksploatowane, jako dobrej jakości żwiry, wzdłuż niemalże całej Nysy Kłodzkiej na tym obszarze.

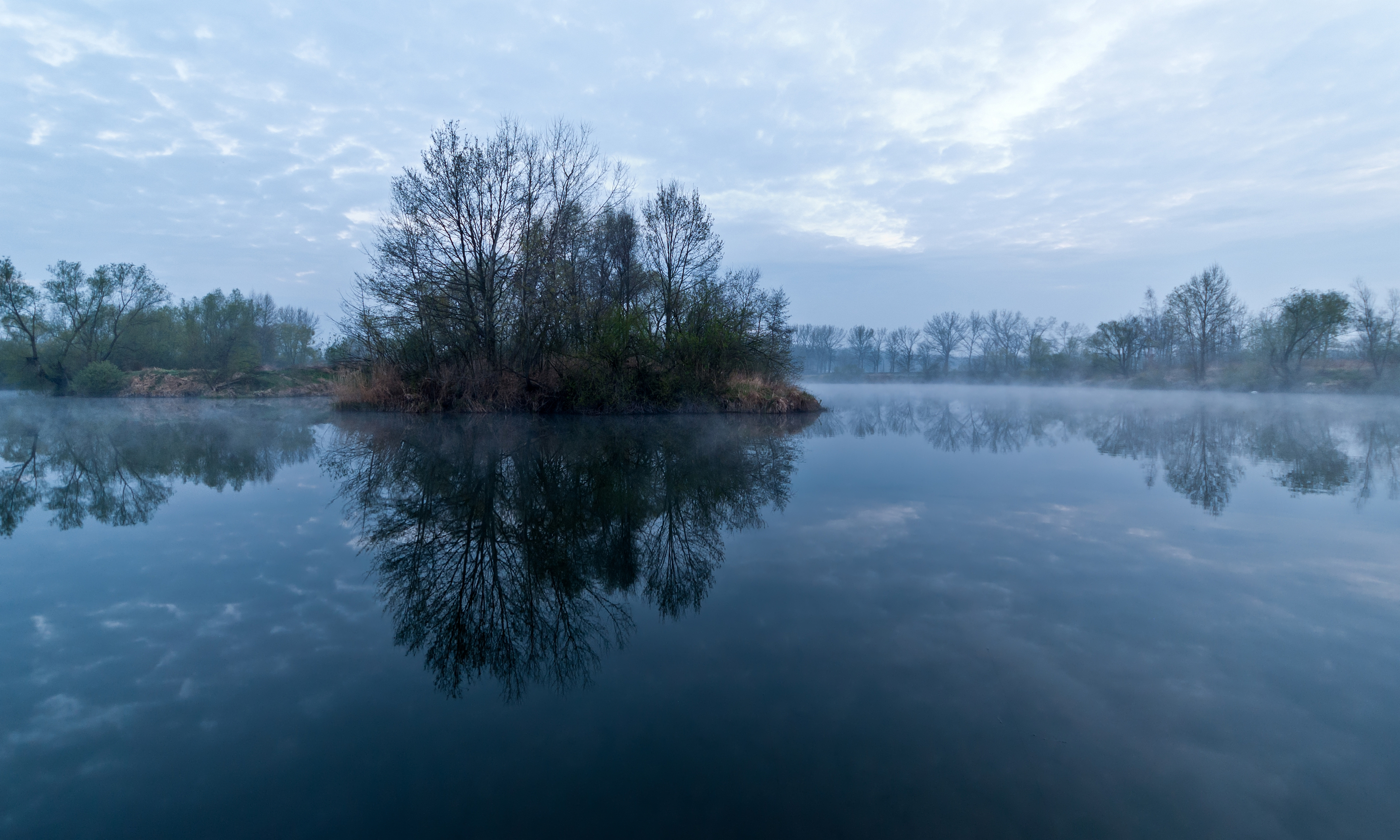
Staw w Paczkowie o świcie